# Refugio (budismo)

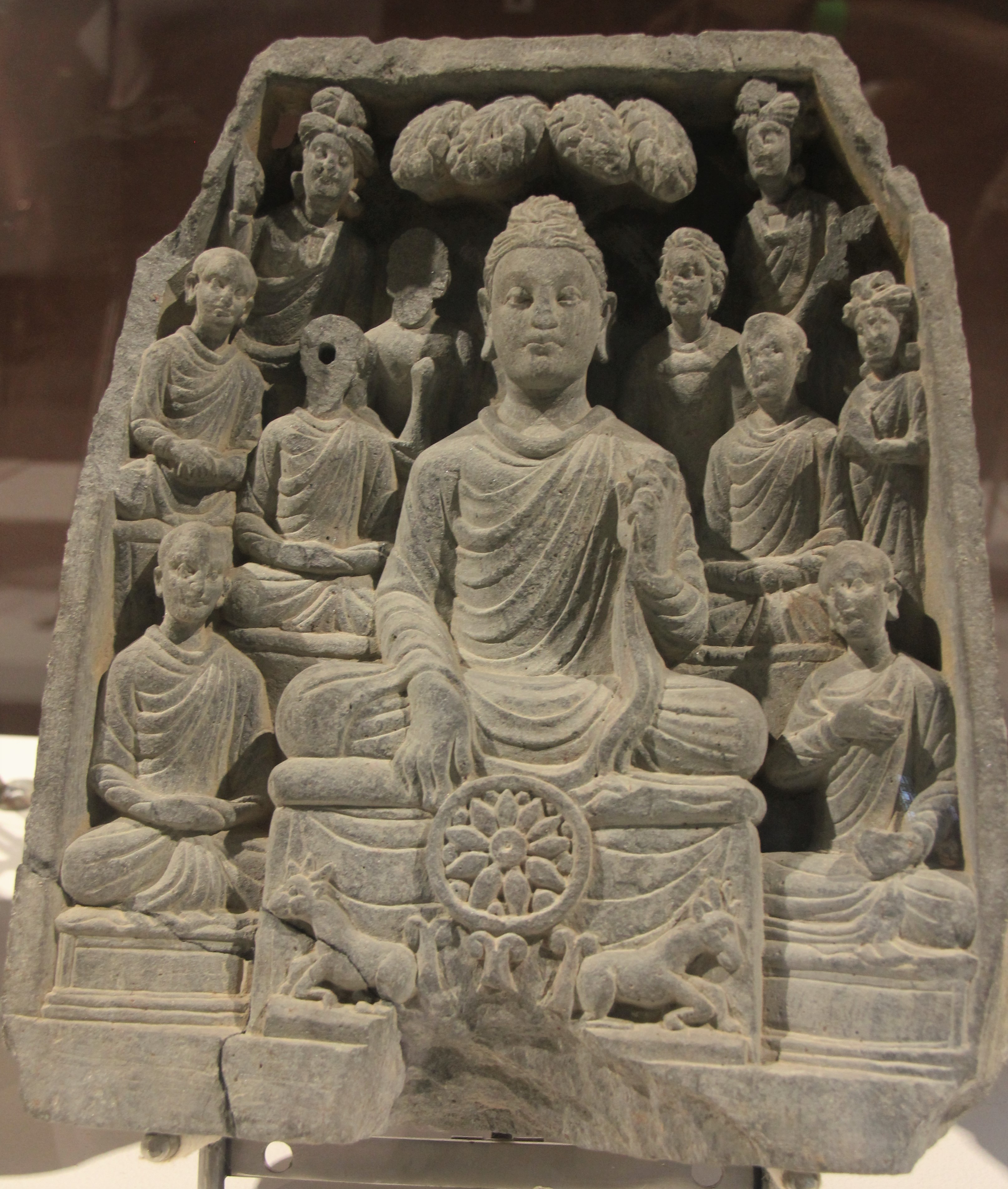
Estatua de Buddha Gautama dictando su primer sermón en Sarnath

Los budistas se refugian en las Tres Joyas o Triple Joya (también conocidas como los "Tres Refugios").
En el budismo, refugiarse o tomar refugio se refiere a una práctica religiosa que a menudo incluye una oración o recitación realizada al comienzo del día o de una sesión de práctica. Desde el período del budismo temprano, todas las escuelas Theravada y Mahayana convencionalmente sólo se refugian en las Tres Joyas (también conocidas como la Triple Gema o Tres Refugios, pali: tiratana o ratana-ttaya ; sánscrito: tri-ratna o ratna-traya), que son el Buda, el Dharma y la Sangha .
Sin embargo, sólo la escuela Vajrayana incluye una fórmula de refugio ampliada conocida como las Tres Joyas y las Tres Raíces.
Tomar refugio se realiza mediante una fórmula breve en la que se nombra al Buda, el dharma y el saṅgha como refugios. En las primeras escrituras budistas, tomar refugio es una expresión de determinación de seguir el camino de Buda. El refugio es común a todas las principales escuelas del budismo.
En 1880, Henry Steel Olcott y Helena Blavatsky se convirtieron en los primeros occidentales conocidos de la era moderna en recibir los tres refugios y los Cinco Preceptos, que es la ceremonia mediante la cual uno tradicionalmente se vuelve budista.

## Descripción general

Símbolo de la Triratna (triple joya) de estilo tibetano.

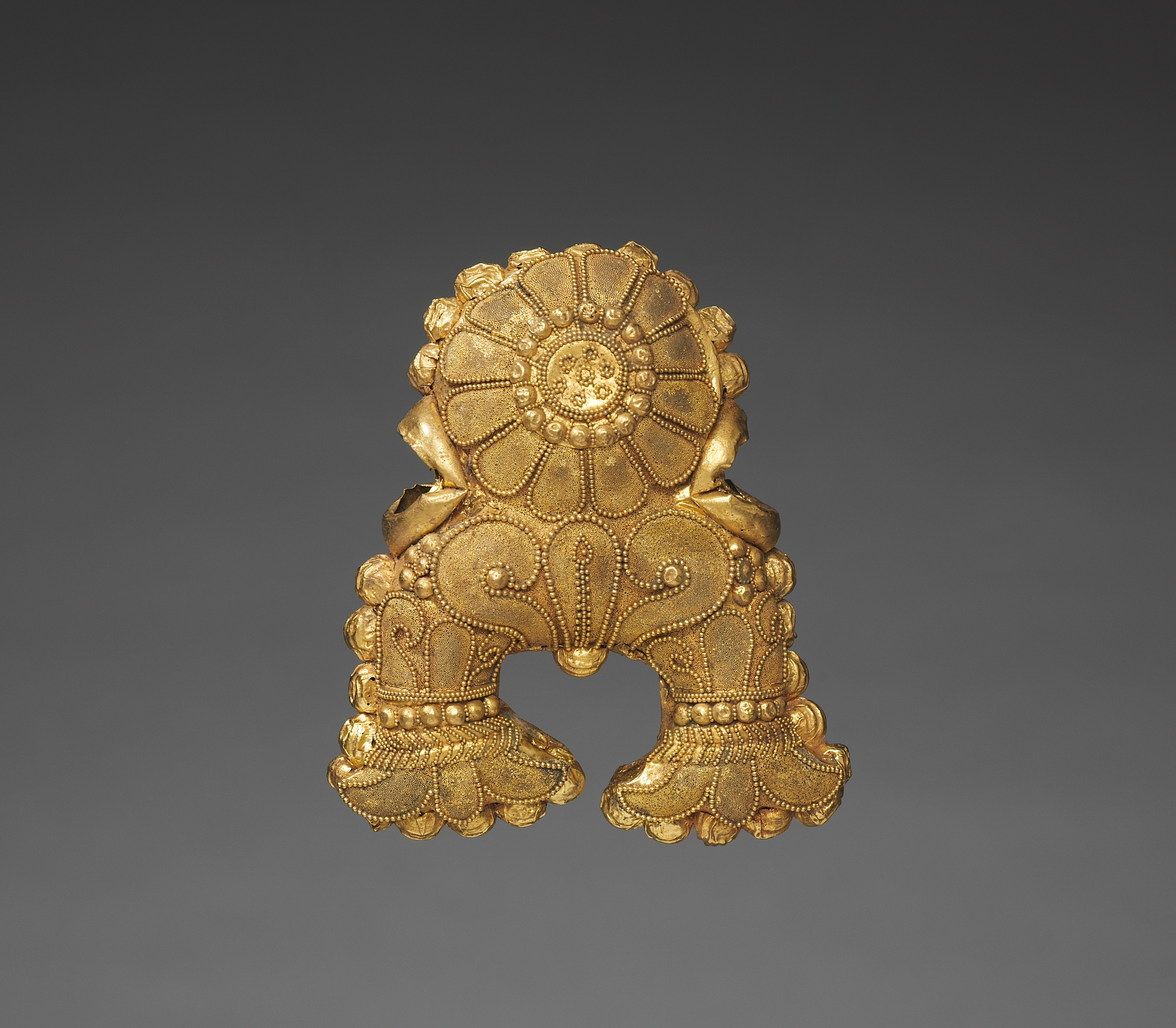
Colgante Triratna, Uttar o Madhya Pradesh, período Shunga, Museo de Arte de Cleveland

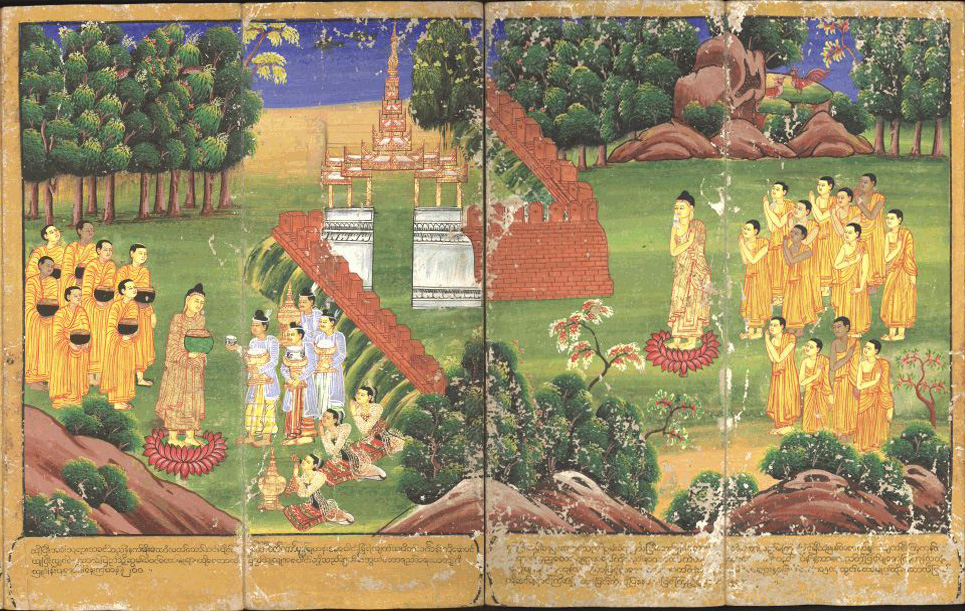
El Buda Shakyamuni y sus seguidores, sosteniendo cuencos de almas, para recibir ofrendas. En el Canon Pali, al monje budista se le asigna un papel importante en la promoción y defensa de la fe entre los laicos.

Desde el período del budismo temprano, los devotos expresaban su fe mediante el acto de tomar refugio, que es triple. Estos son los tres soportes o joyas en las que se refugia un budista:
- Buda Gautama
- el dharma, las enseñanzas expuestas por Buda
- La sangha, la orden monástica del budismo que practica el dharma

El refugio es común a todas las principales tradiciones de budismo.

## Toma de refugios
La forma tradicional de toma de refugios en el budismo consiste en la recitación de textos en pali (Theravada ) o sánscrito (Mahayana). Esta ceremonia normalmente se hace en un templo y en frente a un monje budista. Los discípulos budistas después de tomar refugios pueden alternativamente seguir la toma de los 5 preceptos como forma de reivindicar su fe y votos budistas lo que también se usa como símbolo de respeto al Buda, su enseñanza y comunidad de discípulos. Tradicionalmente los budistas recitan estos versos en uposatha o en cualquier ocasión que lo deseen.
```
Pali:
Namo tassa Bhagavato arahato sammā-sambuddhassa.
 (3 veces)

Buddhaṃ saraṇaṃ gacchāmi.
Dhammaṃ saraṇaṃ gacchāmi.
Saṅghaṃ saraṇaṃ gacchāmi.
Dutiyam pi Buddhaṃ saraṇaṃ gacchāmi.
Dutiyam pi dhammaṃ saraṇaṃ gacchāmi.
Dutiyam pi saṅghaṃ saraṇaṃ gacchāmi.
Tatiyam pi Buddhaṃ saraṇaṃ gacchāmi.
Tatiyam pi dhammaṃ saraṇaṃ gacchāmi.
Tatiyam pi saṅghaṃ saraṇaṃ gacchāmi.

Español literal:

Doy reverencia al Buda, el Perfecta y completamente Iluminado.
Voy al Buda en busca de refugio.
Voy al Dharma en busca de refugio.
Voy al Sangha en busca de refugio.
Por segunda vez voy al Buda, Dharma...
Por Tercera vez voy al Buda... 
```

## Fe (saddha)
La fe es un elemento de enseñanza importante en las tradiciones Theravada y Mahayana. En contraste con las nociones occidentales de fe percibidas, la fe en el budismo surge de la experiencia y el razonamiento acumulados.

## Preceptos
Para alguien que desea estudiar y practicar el budismo, los cinco preceptos básicos que se recomiendan son emprender voluntariamente la práctica para:
1. abstenerse de matar (o de dañar la vida).[6][7][8]
2. abstenerse de robar (o de tomar lo que no pertenece a uno).
3. abstenerse de mentir (o de faltar a la verdad).
4. abstenerse de consumir sustancias intoxicantes.
5. abstenerse de una conducta sexual inapropiada.

Nota: Los preceptos pueden enumerarse por orden de gravedad de las acciones perjudiciales protegidas. El significado de la conducta sexual impropia es relativo a cada contexto y a cada individuo, aunque a muy grandes rasgos puede entenderse como una conducta sexual dañina o que no está basada en el amor.
Para aquellos interesados en prácticas ligeramente más avanzadas, en luna llena, luna nueva y, a veces, en otros días de cuarto de luna, se recomienda emprender los ocho preceptos éticos, que también incluyen:
- abstenerse de comer después del mediodía
- abstenerse de cantar, bailar, escuchar música, ver espectáculos, usar joyas, usar perfumes y colonias y usar maquillaje.
- abstenerse de dormir en una cama alta y de ropas lujosas, o de sentarse en sitios elevados que ostenten una cierta importancia.